# أبطال الديجيتال (الجزء الثالث)
أبطال الديجيتال الجزء الثالث (باليابانية: デジモンテイマーズ، بالروماجي: Dejimon Teimāzu)، هو الجزء الثالث من سلسلة أبطال الديجيتال المشهورة، بدأ بثه في 2001 على تلفزيون فوجي في اليابان. تدور القصة في عالم افتراضي، حيث المخلوقات الرقمية موجودة في ألعاب الفيديو، وأوراق اللعب، ومسلسلات الكرتون. مجموعة من الأولاد في عمر العاشرة، نعيم وحنان ورافع، التقوا بمخلوقات رقمية وتقاتلوا معها.

## القصة
يكتشف نعيم أنه واحد من أبطال الديجتال بعد أن وجد الأداة الرقمية، وصخر الثالث الذي صممه بنفسه ويتدرب مع رافع وحنان وقاتل معهما، ثم تعرفوا على سمور وساعدهم في النقل السريع بين البرامج.
فوجدوا قط النار ولكن لم يقاتلوه بل رحبوا به ولكنه لم تكن علاقته جيدة معهم وخاصة صفراء وقاتلوا الفايروسات مع سمور فوجدوا سبع فأعجبت به لجين وأرادت أن يصبح مرافقها ولكن لم يصبح مرافقها إلا بعد فترة وجاء القرد وأخذ سمور إلى العالم الافتراضي فاضطروا إلى الذهاب إليه للبحث عن سمور وفي أثناء ذلك تفرقوا عدة مرات فوجدوا سامي مع جامح وقاتلوا معه فترة ومن ثم ذهب عنهم وأصبح لفتحي مرافق ووجدوا سمور ولكن تفرقوا مرة أخرى بحيث كان (نعيم ورافع وقنفذ) والباقي مع بعض ما عدا سمور فقد أخذه الأشرار والمفاجأة أن سوسو أخت رافع قد دخلت العالم الافتراضي فوجدت سريع وأصبح مرافقها(أسمر).
ومن ثم وجدها أخوها رافع ومن ثم وجدوا القط الناري (أصبح القط الفايروس)، ولم يستطيعوا مقاتلته إلى بعد أن وجدهم الباقي ولكنه قتل سبع، فلم يستطع أبطال الديجتال قتله. ووجدوا سمور وقتلوا الشرير بقليل من المساعدة ولكن لم يستطيعوا ذلك، إلا بعد أن اجتازوا الزئبق وعادوا إلى العالم الحقيقي وفوجئوا بأن سديم انتقل إلى العالم الحقيقي، فقاتلوه ولكن لجين قد ضاعت عن منزلها ولكنها لم تكن لجين فلجين كانت محبوسة في السديم وحاولوا إنقاذها من السديم.

## الشخصيات
| الشخصية    | الاسم الياباني             | المرافق الرقمي                                   | الاسم الياباني                     | الصفات الشخصية للبطل | مستويات المرافق الرقمي                                                                                             |
| ---------- | -------------------------- | ------------------------------------------------ | ---------------------------------- | --- | --- |
| نعيم       | 松田 啓人 (تاكاتو ماتسودا) | صخر                                              | ギルモン (غيرومون)                 | طالب في الصف الخامس، شجاع وطيب القلب وهو من تدور حوله قصة المسلسل وهو | صخر في المستوى الأول، صخر الخبير في المستوى الثاني، دمية الخبير في المستوى الثالث، الفارس الأحمر في المستوى الرابع |
| حنان       | 牧野 留姫 (ريكا ماكينو)    | صفراء                                            | レナモン (رينامون)                 | حنان طالبة في الصف السادس، لكنها عنيدة وصعبة الإرضاء | صفراء في المستوى الأول، صفراء المحدثة في المستوى الثاني، القطة في المستوى الثالث، الهديل في المستوى الرابع         |
| رافع       | 李 健良 (لي جيانليانغ)     | قنفذ                                             | テリアモン (تيريامون)              | رافع طالب في الصف السادس، حكيم وهادئ، خرج قنفذ عن سيطرته في أول حلقات المسلسل | قنفذ في الستوى الأول، قنفذ المحدث في المستوى الثاني، البعوضة في المستوى الثالث، الآلى الأخضر في المستوى الرابع     |
| لجين       | 加藤樹莉 (جوري كاتو)       | سبع                                              | レオモン (ريومون)                  | طالبة في الصف الخامس، فتاة محبة ولطيفة | سبع في المستوى الأول ولم تخرج من المستوى الأول لأن القط الفايروس قد قتل مرافقها                                    |
| سامي       | 秋山 リョウ (ريو أكياما)   | جامح                                             | サイバードラモン (سايبادورامون)    | واحد من أبطال الديجتال فتى غامض فقد بعد فوزه على حنان، وحلوله في المركز الأول في بطولة بطاقات الديجيتال                                                                                                  | |
| فتحي       | 塩田 博和 (هيروكازو شيوتا) | الرجل الآلي                                      | ガードロモン (غادورومون)           | طالب في الصف الخامس، واحد من أبطال الديجتال فتى كوميدي وهو صديق جيد جدا مع نعيم وهادي، وغالبا ما يتغلب عليهم في لعبة بطاقات الديجتال. ويعتبر سامي مثلا له                                                | |
| هادي       | 北川 健太 (كينتا كيتاغاوا) | وردي                                             | マリンエンジェモン (مارين-أنجيمون) | طالب في الصف الخامس، واحد من أبطال الديجتال وهو صديق جيد جدا مع نعيم وفتحي. فهو إلى حد كبير أكثر هدؤا وأقل ميلا للتحدث بدون تفكير مقارنة بفتحي                                                           | |
| سوسو       | 李 小春 (لي شاوتشونغ)      | أسمر                                             | ロップモン (روبُّومون)               | طالبة في الصف الثاني، أخت رافع الصغرى والأصغر بين أبطال الديجتال(مع منار ونانا)، علمت في البداية أن قنفذ حي، لكنها تعامل المخلوقات الرقمية كأنها العاب محشوة، مما يثير الاشتياء عند قنفذ.                | أسمر من المستوى الأول، الأرنب السريع من المستوى الثاني                                                             |
| منار ونانا | アイ(أي) マコト (ماكوتو)   | القط الناري (دمية الديجتال التي حملت بيانات سبع) | インプモン (إنبمون)                | اثنان صغيران قابلا القط الناري أثناء تجوله في العالم الحقيقي، وقدم تجربته مع خصومه بينهما جعلته يكره بشدة البشر، تم التوفيق بينها وبين القط الناري( دمية الديجتال التي حملت بيانات سبع) قرب نهاية الجزء. | القط الناري من المستوى الأول، القط الفايرس من المستوى الثاني القط الفارس من المستوى الثالث                         |

## وصلات خارجية
- أبطال الديجيتال الجزء الثالث على موقع IMDb (الإنجليزية)
- أبطال الديجيتال الجزء الثالث على موقع فيلمافينيتي (الإسبانية)
- أبطال الديجيتال الجزء الثالث على موقع كينوبويسك (الروسية)
- أبطال الديجيتال الجزء الثالث على موقع قاعدة بيانات الفيلم (الإنجليزية)
- أبطال الديجيتال الجزء الثالث على موقع ANN anime (الإنجليزية)

- موقع توي أنيميشن الرسمي (ياباني)
- DIGIMON TAMERS RESOURCES (ملاحظات وتاريخ الموسم الثالث من تشياكي جي. كوناكا) (ياباني/إنجليزي)